# Vinzenz Ferrerius von Bianchi
Vinzenz Ferrerius von Bianchi (Viena, 1 de febrero de 1768 - Saurbrunn, 18 de agosto de 1855) fue un general y mariscal de campo austriaco de origen italiano, duque de Casalanza.

## Biografía
Vicente Ferrer de Bianchi estudió en la Academia Imperial de Ingeniería de Viena. En 1788, fue subteniente en las fuerzas armadas de Eslavonia y se destacó en el asedio de Bubtiza. Durante las guerras Napoleónicas participó en diversos hechos de armas, destacando su participación en la batalla de Leipzig. En 1815 participó en la Guerra austro-napolitana y derrotó en la batalla de Tolentino a Joachim Murat, expulsando a este del trono de Nápoles y asegurando la restauración borbónica. Por sus servicios recibió el título de duque de Casalanza del rey Fernando I de las Dos Sicilias. Padre del mariscal de campo Friedrich von Bianchi.
Murió en Estiria, donde se había retirado huyendo de una epidemia de cólera.

## Títulos, órdenes y empleos

### Títulos
- Barón (Freiherr) del Imperio austríaco.[4][5]

- Duque de Casa Lanza.[6][5] (Reino de las Dos Sicilias)

### Órdenes

#### Imperio austríaco
- Caballero de primera clase de la Orden imperial de la Corona de Hierro.[7][8][5]
- 1815: Comendador de la Orden Militar de María Teresa.[9][8][5]

#### Extranjeras
- 1816: Caballero gran cruz de la Orden de San Fernando y el Mérito.[10][8][5] (Reino de las Dos Sicilias)
- Caballero de primera clase de la Orden de Santa Ana.[8][5] (Imperio ruso)
- Caballero de la Orden de San Alejandro Nevsky.[8][5] (Imperio ruso)
- Caballero de segunda clase de la Orden de San Jorge.[8][5] (Imperio Ruso)
- Caballero de primera clase de la Orden del Águila Roja.[8][5] (Reino de Prusia)
- Caballero gran cruz de la Orden de los Santos Mauricio y Lázaro.[5] (Reino de Cerdeña)

### Empleos

#### Palatinos
- 1815: Consejero íntímo actual de Emperador de Austria.[11][4]

#### Militares
- Coronel propietario (Inhaber) del Imperial y Real Regimiento de Infantería nº 63 (Galiziano) del Imperial y Real Ejército.[12][4]
- Teniente-mariscal del Imperial y Real Ejército.[4]
- Consejero actual del Hofkriegsrat (Consejo Aúlico de Guerra) del Imperio austríaco.[4]